# 美濃和紙用具ミュージアム ふくべ
美濃和紙用具ミュージアム ふくべ（みのわしようぐミュージアム ふくべ）は、岐阜県美濃市にある博物館及び生涯学習施設である。

## 概要
美濃和紙の用具類及び民俗資料を保管展示、及び和紙用具類の製作技術等の研修を行う施設である。美濃市では2013年（平成21年）から市内に点在していた紙漉き用具や民具類を収集整理を実施し、その資料を市内の廃校となった校舎（美濃市立長瀬小学校、美濃市立上牧小学校）で毎年展示会を行っていた。これらの資料を保管展示する常設施設としてに設置された。2018年（平成30年）7月18日開館。
建物は2003年（平成18年）に廃校となった旧・美濃市立片知小学校の校舎を改修したものである。校舎の1階と2階の384m2が展示スペースである
市民から寄贈された紙漉き用具や民具類は約5000点に及ぶ。そのうち和紙用具など700点、民具など約3000点を保管展示する。
かつて、旧・片知小学校の施設は片知生涯学習センターとして使用されていた。美濃和紙用具ミュージアムとなった後も一部（会議室・体育館）は生涯学習施設として生涯学習や交流活動の場として使用されている。

## 施設概要
施設は旧校舎（3階建）と体育館があり、旧校舎に展示室、会議室、研修室がある。2階の展示室は入館料が必要。会議室、研修室、体育館の使用は事前予約が必要（有料）。1階の展示コーナーとラウンジは無料。

### 1階
- 展示コーナー
- ラウンジ
- 会議室1
- 会議室2
- 会議室3
- 陶芸窯室
- 研修室

美濃和紙用具製作技術等の研修が可能

### 2階
- 展示室2

紙すきに使われる用具類などを展示
- 展示室3

昭和時代の部屋を再現
- 展示室4

生活道具類を展示
- 展示室5

生業（養蚕・農業・林業・漁業）用具類を展示

### 3階
- 収蔵庫[4]

## 利用案内
- 住所：岐阜県美濃市片知813
- 開館時間：
  - 10：00 - 16：00　※展示室[6]
  - 8：30 - 21：30　※会議室・研修室・体育館[6]
- 休館日：
  - 火曜日、祝日の翌日、年末年始（12月29日 - 1月3日）　※展示室[6]
  - 年末年始（12月29日 - 1月3日）　※会議室・研修室・体育館[6]
- 入館料：
  - 200円（高校生以上）、中学生以下は無料。　※展示室

## 交通アクセス

### 公共交通機関
- のり愛くん「美濃和紙用具ミュージアム ふくべ」停留所下車、徒歩すぐ。

### 自動車
- 東海北陸自動車道美濃IC から車で約20分。